# Сенна (Нижньосілезьке воєводство)
Сенна (пол. Sienna, нім. Heudorf) — село в Польщі, у гміні Строни-Шльонські Клодзького повіту Нижньосілезького воєводства.
Населення — 25 осіб (2011).
У 1975-1998 роках село належало до Валбжиського воєводства.

## Демографія
Демографічна структура станом на 31 березня 2011 року:
|          | Загалом | Допрацездатний вік | Працездатний вік | Постпрацездатний вік |
| -------- | ------- | ------------------ | ---------------- | -------------------- |
| Чоловіки | 9       | 0                  | 8                | 1                    |
| Жінки    | 16      | 3                  | 8                | 5                    |
| Разом    | 25      | 3                  | 16               | 6                    |